# Vorläuferphasen
Als Vorläuferphasen werden in der Seismologie bestimmte Erdbebenwellen bezeichnet, die durch unterseitige Reflexion an seismischen Diskontinuitäten erzeugt werden.

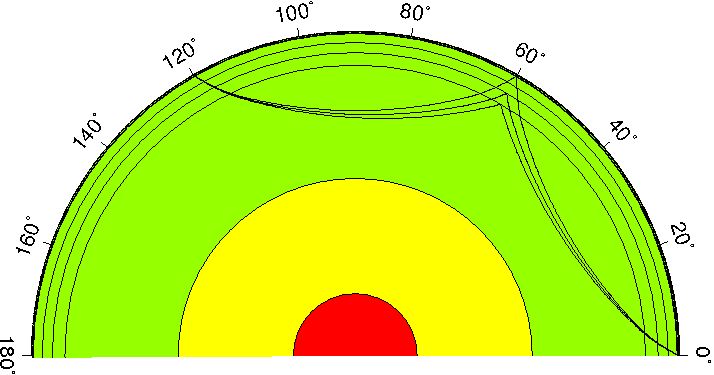
Skizze der Strahlwege einer PP- bzw. SS-Phase mit zugehörigen Vorläuferphasen.

Vorläuferphasen werden üblicherweise im Zusammenhang mit Wellen betrachtet, die vor ihrer Registrierung durch ein Seismometer, einmal an der Erdoberfläche reflektiert wurden. Je nach Wellentyp werden diese als PP- oder als SS-Phase bezeichnet. Die zugehörigen Vorläuferphasen werden entsprechend in PP- oder SS-Vorläuferphasen unterschieden. Sie entstehen durch Reflexion an Schichtgrenzen im Erdinneren, die durch eine sprunghafte Änderung des Ausbreitungsgeschwindigkeit seismischer Wellen gekennzeichnet sind. Beim Auftreffen einer Welle wird ein kleiner Teil der Energie an der jeweiligen Diskontinuität zurückgeworfen, wie die Abbildung veranschaulicht.
Der reflektierte Wellenanteil legt somit einen kürzeren Weg zur Messstation zurück und erreicht diese daher schneller als die entsprechende PP- oder SS-Phase. Dadurch läuft der Einsatz einer solchen Welle im Seismogramm der Hauptphase voraus, was namensgebend für diesen Teil des Wellenfeldes war. Die Zeitdifferenz ist dabei abhängig von der Tiefe der reflektierenden Schichtgrenze.
Vorläuferphasen werden insbesondere zur Untersuchung der Tiefenlage der wichtigsten Manteldiskontinuitäten, wie z. B. der 410-km-Diskontinuität oder der 660-km-Diskontinuität benutzt. Über die Laufzeitdifferenzen kann auf die Tiefe der jeweiligen Diskontinuität zurückgeschlossen werden. Die Laufzeit kann jedoch auch durch Änderungen der seismischen Geschwindigkeiten beeinflusst werden. Da die Laufwege der Vorläufer- und der Hauptphase jedoch weitgehend identisch sind, können Effekte auf die Laufzeit nur aus dem Gebiet nahe dem Reflexionspunkt (auch: Bouncepoint) stammen. 